# NGC 2003
NGC 2003 (również ESO 86-SC6) – gromada otwarta, znajdująca się w gwiazdozbiorze Złotej Ryby, w Wielkim Obłoku Magellana. Odkrył ją John Herschel 23 listopada 1834 roku, być może wcześniej obserwował ją James Dunlop 25 września 1826 roku.